# 창원 금룡사 목조보살입상
창원 금룡사 목조보살입상(昌原 金龍寺 木造菩薩立像)은 대한민국 경상남도 창원시 마산합포구 성호동, 금룡사에 있는 불상이다. 2015년 6월 11일 경상남도의 유형문화재 제583호로 지정되었다.

## 지정사유
창원 금룡사 목조보살입상은 균형 잡힌 비례에 마른 신체 그리고 타원형의 얼굴, 변형편단우견식 대의와 옷주름, 가늘고 위로 치켜 뜬 눈과 작은 입, 손가락 표현이 특징으로 제작시기는 조선전기로 추정된다. 조선전기에는 좌상의 본존불과 입상의 협시보살상으로 이루어진 삼존상이 제작되었는데, 금룡사 보살입상은 손의 위치에서 불상의 좌협시보살상으로 제작되었을 가능성이 높다고 본다.
이 불상은 보계 및 손목, 손가락, 발 등에 부분적인 보수가 이루어졌지만 형식이나 양식적 특징에서 조선전기적 특징을 잘 드러내며, 그 예가 드문 조선전기의 보살입상으로 ‘경상남도 유형문화재’로 지정한다.

## 참고 자료
- 창원 금룡사 목조보살입상 - 국가유산청 국가유산포털